# 岳ダム
岳ダム（だけダム）は、福島県二本松市岳温泉二丁目にある、一級河川阿武隈川水系原瀬川に建設されたダムである。

## 概要
二本松市街地から西に離れた安達太良山の麓に位置する高さ60mの重力式コンクリートダムであり、近隣には岳温泉の温泉街が広がる。原瀬川は火山堆積物で形成された安達太良山麓を流れるため、度々洪水被害を起こしてきたことから洪水調節の必要があり、また水田の広がる二本松市周辺の農業用水の新たな水源として福島県により事業化された。1971年（昭和46年）4月に工事が着手され、1979年（昭和54年）2月に貯水開始、1981年（昭和56年）3月に供用開始され、現在は二本松市が受託管理をしている。堤体はS字クランク状に屈曲した形状をしており、中央部に自由越流式の洪水吐を備える。

## その他
- 当ダムの建設に合わせ、江戸時代に二本松藩主の丹羽光重が開削を命じた二合田用水の大改修が1977年（昭和52年）から行われ、現在はダムからの取水が四斗内分水、新殿分水を経て合流している。[2]

## 近隣
- 国道459号 - ダム堤体の直近を当路線の前身である県道二本松岳温泉線の旧道が通っている。